# 畠田站
畠田站（日语：／ Hatakeda eki */?）是位於奈良縣北葛城郡王寺町畠田三丁目9番地，西日本旅客鐵道（JR西日本）的和歌山線車站。

## 歷史
- 1955年（昭和30年）12月27日 - 和歌山線王寺站至下田站（現時：香芝站）之間開設此站與鄰站志都美站。
- 1987年（昭和62年）4月1日 - 伴隨國鐵分割民營化，車站由西日本旅客鐵道（JR西日本）營運[1]。
- 2003年（平成15年）11月1日 - 車站開始可以使用IC卡「ICOCA」[2]。設置了簡易型自動閘機。

## 車站構造
車站是一座地面車站，設有1面1線的單式月台。高田方向的列車會開啟右邊車門。高田方向和王寺方向的列車停靠在同一月台上。在和歌山線王寺站至高田站之間，此站是唯一不可列車交會的車站。另外，此站設有無障礙設施，於2009年（平成21年）3月，車站大樓加設了斜道，於2010年（平成22年）3月，新設多用途廁所。
此站是由王寺鐵道部管理的業務委託車站，委托了JR西日本交通服務負責車站業務。此站設有綠色窗口、自動售票機和供IC卡「ICOCA」與共互相使用的IC卡使用的簡易閘機。

## 使用狀況
以下為1日平均乘車人次：
| 年度   | 1日平均 乘車人次 |
| ------ | ---------------- |
| 2000年 | 3,079            |
| 2001年 | 3,048            |
| 2002年 | 2,975            |
| 2003年 | 2,892            |
| 2004年 | 2,775            |
| 2005年 | 2,686            |
| 2006年 | 2,605            |
| 2007年 | 2,557            |
| 2008年 | 2,468            |
| 2009年 | 2,328            |
| 2010年 | 2,199            |
| 2011年 | 2,064            |
| 2012年 | 1,986            |
| 2013年 | 1,983            |
| 2014年 | 1,906            |
| 2015年 | 1,860            |
| 2016年 | 1,812            |
| 2017年 | 1,762            |

## 車站周邊
- 國道168號（日语：国道168号）
- 八彥超市畠田店
- 業務超市（日语：神戸物産）畠田店
- 7-11畠田4丁目店

## 相鄰車站
西日本旅客鐵道（JR西日本）
 和歌山線
■快速（直通至大和路線）、■普通
王寺－畠田－志都美

## 注腳
1. ↑  『交通年鑑 昭和63年版』 交通協力會，1988年3月。
2. ↑  「ICOCA」いよいよデビュー! 〜 平成15年11月1日（土）よりサービス開始いたします 〜（日語）（互聯網檔案館） - 西日本旅客鐵道新聞稿 2003年8月30日

## 外部連結
- 畠田｜車站資訊：JR出門網 - 西日本旅客鐵道（日語）